# Mittelecke
Die Mittelecke ist ein 500,1 m ü. NHN hoher Berg im südwestlichen Teil des Harzes. Er liegt nahe Herzberg am Harz im gemeindefreien Gebiet Harz des niedersächsischen Landkreises Göttingen (Deutschland).

## Geographie

### Lage
Die Mittelecke erhebt sich im Naturpark Harz. Ihr Gipfel liegt etwa 4,5 km ostnordöstlich von Herzberg am Harz, 4 km südsüdwestlich von Sieber und 4,2 km nordnordöstlich von Scharzfeld, die beide zu Herzberg gehören, sowie 0,85 km nordöstlich des Eichelnkopfs (545,7 m), 1,8 km westsüdwestlich des Großen Knollens (687,4 m), 1,0 km westlich des Kleinen Knollens (631 m) und 1,0 km südlich des Höxterberges (584 m). Zwischen der Mittelecke und dem Eichelnkopf liegt das Tal des Oder-Zuflusses Eichelngraben, und zum Kleinen Knollen leitet die Landschaft durch das Steintal über. Der Kamm nordöstlich des Berges weist eine geringe Schartenhöhe zum Höxterberg und zum Großen Knollen auf.
Auf dem Berg liegen Teile des Landschaftsschutzgebiets Harz (Landkreis Göttingen) (CDDA-Nr. 321403; 2000 ausgewiesen; 300,112 km² groß). Er ist vollständig mit Buchen bewaldet.

### Naturräumliche Zuordnung
Die Mittelecke gehört in der naturräumlichen Haupteinheitengruppe Harz (Nr. 38), in der Haupteinheit Oberharz (380) und in der Untereinheit Südlicher Oberharz (380.8) zum Naturraum Oderbergland (380.81). Die Landschaft leitet nach Norden in den Naturraum Sieberbergland (380.82) über. Nach Südwesten fällt sie entlang dem Eichelngraben in den Naturraum Scharzfelder Zechsteinhügel (376.27) ab, der in der Haupteinheitengruppe Weser-Leine-Bergland (37) und dessen Haupteinheit Südwestliches Harzvorland (376) zur Untereinheit Osterode-Herzberger Vorland (376.2) zählt.